# Masdar City
 (septembre 2023).
 (juillet 2025).
Masdar City (en arabe : مصدر, qui signifie « la source ») est un projet de ville nouvelle basé sur un urbanisme écologique de l’émirat d’Abou Dabi, aux Émirats arabes unis, en construction depuis février 2008. Projet de la société Masdar, une subdivision de la  société d'État Mubadala Development Company qui souhaite développer, commercialiser et déployer des énergies renouvelables et des technologies propres, cette éco-cité devrait accueillir, une fois finie, jusqu’à 50 000 habitants et 1 500 entreprises. 
Réseau de transport bas carbone, énergies renouvelables, stratégie zéro déchet, le projet de construction de cette ville est très ambitieux. Une partie est déjà opérationnelle et, à terme, la ville devrait accueillir 50 000 résidents et offrir 40 000 emplois à des non-résidents.

## Projet
Cette ville nouvelle, d'un coût de 15 milliards de dollars selon le plan du gouvernement de l'Émirat, doit s'étendre à terme sur 6,5 km2 dans le désert, à proximité de l'aéroport international, à environ 30 km à l'est de la capitale d'Abou Dabi.
À l'initiation du projet, il est prévu d'accueillir 50 000 habitants, 1 500 entreprises et 90 000 travailleurs en 2030. Il doit être finalisé en une dizaine d'années et a priori compter 50 000 habitants en 2030. 
En 2016, près de 5 000 personnes travaillent à Masdar City, mais les prévisions de peuplement sont revues à
la baisse : on prévoit désormais 15 000 personnes y travaillant dans les trois ans à venir, pour atteindre 40 000 à l’horizon 2030.  
La future ville, est présenté comme voulant atteindre l'efficience énergétique et sans émissions de gaz à effet de serre. Elle serait le siège d'une université spécialisée dans les énergies renouvelables. Masdar City veut rassembler des espaces de recherche, d’essais et d’expérimentation des technologies et des systèmes énergétiques du futur, en quelque sorte devenir la « Silicon Valley » des Émirats arabes unis.
Masdar se veut une ville écologique modèle, la première ville au monde à être construite pour une vie « zéro carbone et zéro déchets ».
Des quartiers formeraient des îlots urbains se voulant de « haute qualité et performances environnementales et énergétiques », la ville devant même devenir à énergie positive,. C'est pourquoi elle est aussi connectée au réseau électrique national, ce qui permet par ailleurs également un secours électrique en cas de besoin. L'économie circulaire est mise en avant à tous les niveaux, hormis lors de l'apport initial de certaines ressources (eau, ciment, acier, pétrole...).

## Histoire

### 2007: initiative
Voulue par le sultan Ahmed Al-Jaber et la famille régnante d’Abou Dabi, ce projet de ville nouvelle est dessinée par le cabinet britannique de design et d'architecture Foster + Partners dirigé par Norman Foster. 
Le projet Masdar est annoncé en avril 2006 par le cheikh Mohammed ben Zayed Al Nahyane.

### 2009: mise en marche
Le 27 août 2009, c'est l'agence d'architecture allemande Laboratory for Visionary Architecture (en) qui remporte le concours d'aménagement du centre ville de Masdar.
En mars 2014, le sultan Ahmed Al Jaber est nommé président de Masdar. 

### 2016: Masdar, la ville mirage?
En 2016, la ville peine à attirer les entreprises et seuls quelques centaines d'étudiants du Masdar Institute y habitent, alors qu'elle devait accueillir rapidement plusieurs dizaines de milliers d'habitants. En 2016, les prévisions sont progressivement repoussées à 2025, voire 2030.
En effet, les conséquences de la crise de 2008 ont poussé à revoir les ambitions à la baisse. Par ailleurs, l'attractivité d'une ville ne se limite pas à son efficacité énergétique, et sans doute n'est-ce pas un critère suffisant pour attirer les masses de population prévues. Une ville doit offrir aussi un tissu social (associations, groupes...) et surtout de l’emploi. Certains parlent déjà d’échec.  
Alors qu'il était le PDG de la société s'occupant de la construction depuis avril 2014, Ahmad Belhoul est remplacé par Mohammed Jameel Al Ramahi le 27 février 2016.

### 2016-2017: réactions
On compte en 2016 la présence de start-up ou multinationales telles que l'allemand Siemens, le constructeur aéronautique américain Lockheed Martin, GE, le Japonais Mitsubishi Heavy Industries ou encore Schneider Electric, et avec eux plus de 400 sociétés internationales gérées depuis Masdar City. Pourtant l'offre d'emplois est encore insuffisante à cette date.
Ainsi lors de l'événement du Gitex, la semaine de la technologie de Dubaï, les managers de Masdar annoncent que la ville introduit de nouvelles licences pour encourager les entrepreneurs de l’industrie des technologies propres au Moyen-Orient et en Afrique du Nord, à s’implanter dans la zone commerciale de la ville. « Masdar City encourage le premier pôle de la région dédié aux énergies propres, soutenu par un institut de recherche spécialisé en énergies de pointe et en technologies durables », déclare Mohammed Al Fardan, directeur de la Zone Franche de Masdar City. 
Dès 2017, la ville mettra à disposition 5 000 m2 de surface exploitable au sein du batiment Accelerator 1, département de recherche & développement qui constitue la seconde phase de l’expansion de la ville. Accelerator 1 propose aussi des appartements résidentiels et une école supérieure à quelques pas de l'institut Masdar. 
La ville de Masdar déclare vouloir multiplier le nombre de résidents par 4 d’ici 2020, et d’augmenter l’espace « louable » à l’intérieur de la zone franche d’un tiers chaque année jusqu’à cette date.
En 2023, la ville est toujours en partie en développement, faiblement peuplée et occupée, avec une réduction des ambitions initiales notamment en terme d'habitants,.

## Développement durable

### Architecture
L'approche bioclimatique implique que la ville est conçue de manière compacte, et en partie souterraine. 
Les ruelles sont étroites, orientées dans le sens du vent dominant et donc fraîches.
Les façades dans chacune des quatre directions sont adaptées à leur orientation, laissent passer la lumière mais pas la chaleur, et même, les portions de façades qui ne reçoivent jamais de lumière sont simplement vitrées .
Le plan général est de type traditionnel, carré et entourée de murs destinés à la protéger des vents chauds du désert. Mais en même temps, dans certaines directions, les bâtiments sont surélevés de quelques mètres pour laisser passer le vent à ras du sol et ainsi rafraîchir.

### Transports
Les moyens de transports doux comme la marche à pied et le vélo seront largement privilégiés, et pour les plus longues distances un tramway est prévu. Masdar est une « ville sans voiture » ; des tramways et des systèmes de transports automatisés avec des arrêts tous les 200 mètres permettront aux habitants de se déplacer dans la ville.

#### LePersonal Rapid Transit

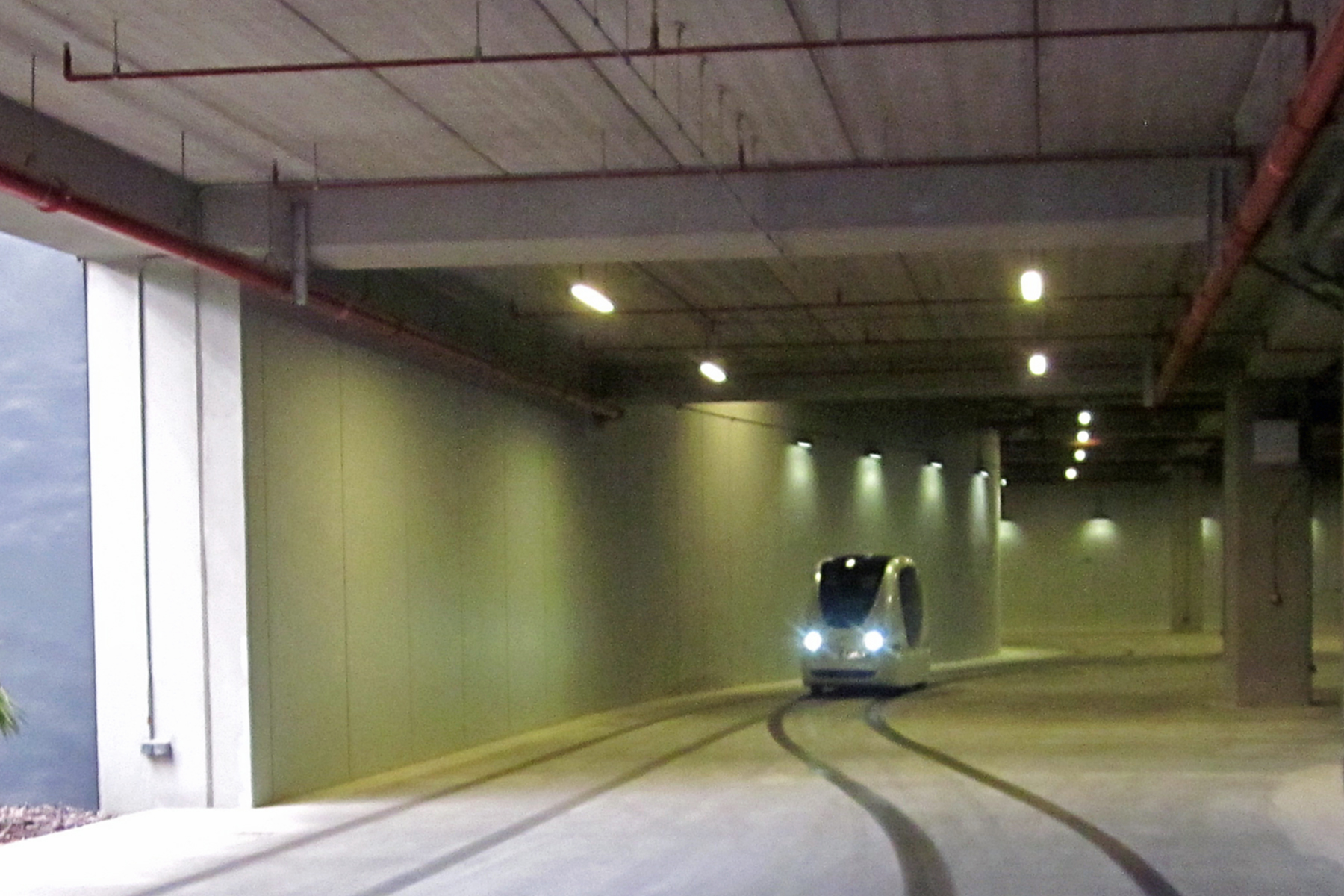
Le PRT circulerait sous terre.

Masdar sera équipée d'un nouveau mode de transport : le Personal Rapid Transit (PRT). Deux versions circuleront, une pour les passagers et l'autre pour les marchandises. Ce seront les seuls véhicules motorisés autorisés à circuler dans la ville et ce système remplacera les transports en commun et individuels (automobile notamment). 

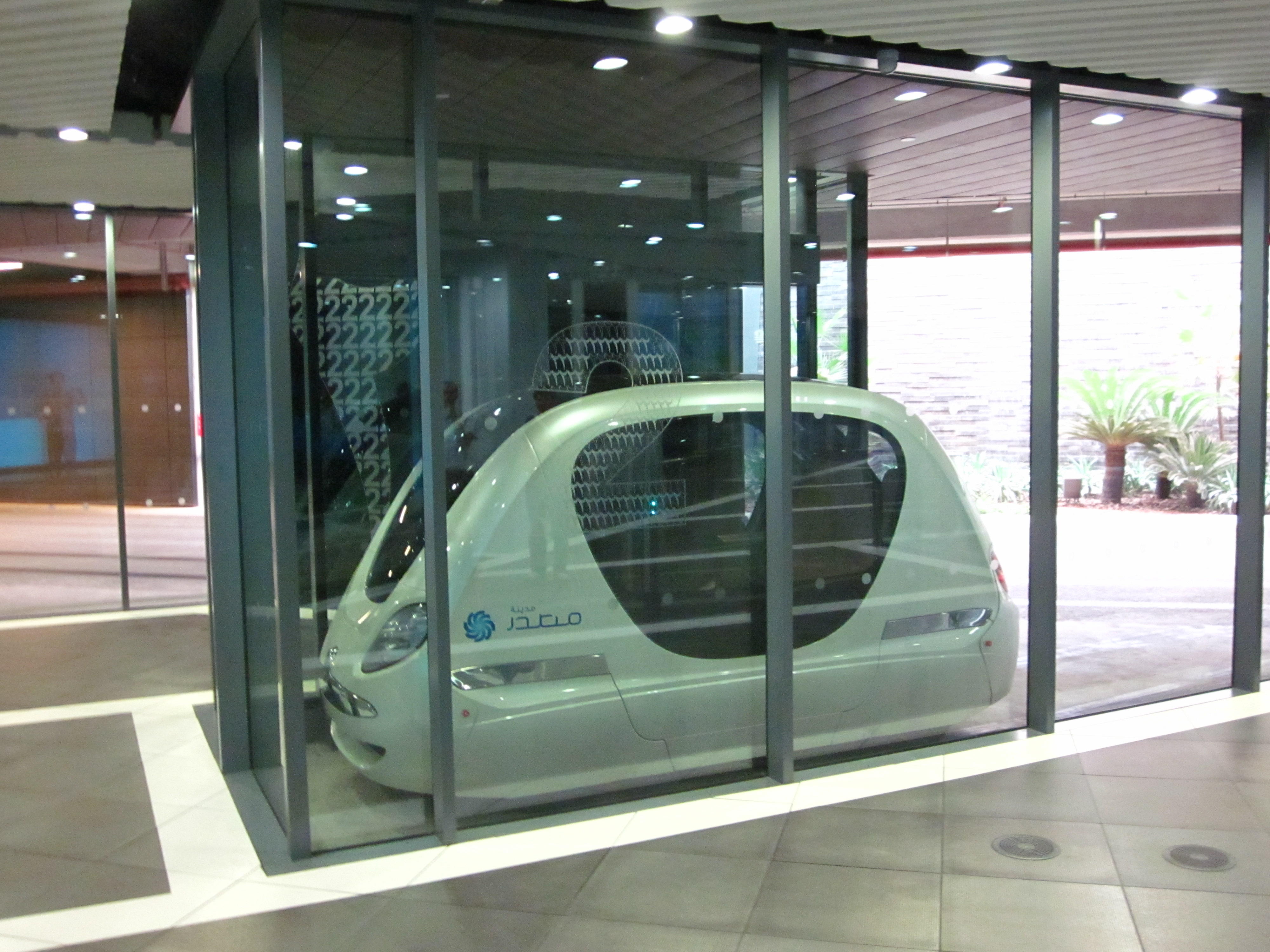
Le PRT assurerait la majorité des transports de Masdar.

Le réseau est doté sous la surface du sol d'une multitude de monorails qui s'entrecroisent et guident les véhicules. Des cabines de taille moyenne (1 à 10 personnes) pourront être appelées sur pression d'un bouton en station, et choisiront en fonction du trafic et des trajets possibles le plus court chemin.
Par sécurité, ces véhicules qui roulent à 40 km/h surveillent constamment leur voisinage et s'arrêtent automatiquement à quelques mètres des personnes ou des obstacles .
Ce système de transport nouvelle génération sera multifonction : il transportera les passagers, assurera le fret en ville et l'évacuation des déchets.

### Déchets
Le recyclage sera également en pointe dans cette ville nouvelle, avec notamment pour objectif de réduire la consommation d'eau de mer dessalée de 80 % (source de consommation d'énergie et productrice de saumure polluante). 
Les eaux usées seront utilisées pour l'irrigation des cultures destinées à l'alimentation et à la production de biocarburants. Les espaces paysagers de la cité seront arrosés par les eaux usées traitées.

### Énergie renouvelable
L'objectif écologique principal consiste à valoriser les énergies renouvelables pour atteindre un niveau zéro d'émission de gaz carbonique.

#### Le focus sur le solaire
L'énergie solaire sera exploitée au maximum pour approvisionner la ville en énergie. L’électricité sera générée par des panneaux photovoltaïques et la climatisation grâce à l’énergie solaire. La centrale solaire de 22 hectares, construite à proximité devrait produire jusqu’à 100 mégawatts dans un premier temps et pourrait ensuite passer à 500 mégawatts. Une centrale à gaz fournira l'énergie en complément. 

#### Énergie et eau potable
Une usine de désalinisation fonctionnant également à l’énergie solaire approvisionnera Masdar en eau potable.

#### Une situation encore en devenir
En 2009, une partie de l'énergie provient de brûleurs thermiques pour permettre un appoint et un secours .

## Organisation du projet
Le projet est structuré en 452 entités :

### Masdar City
C'est l'entité qui assure la gestion de la ville nouvelle.

### Masdar Power X
C'est l'entité qui va construire et exploiter les systèmes de production d’électricité renouvelable, à partir de modules photovoltaïques, de solaire à concentration thermique, d'éolien terrestre et marin, avec un objectif de démonstration et d'export international de savoirs et savoir-faire ,. Masdar Power cherche à investir dans le solaire par concentration en Espagne, dans les panneaux solaires en films minces en Allemagne et est déjà impliqué dans l'estuaire de la Tamise (avec les sociétés Dong et E.On pour créer une ferme éolienne, peut être l'une des plus grandes au monde).

### Masdar Carbo ++
Cette entité est déjà active dans le domaine des mécanismes de développement propre (Clean Development Mechanisms) afin de réduire le torchage de gaz (gas flaring), les pertes et fuites et favoriser la co ou tri-génération. A Masdar, elle sera centrée sur la réduction des émissions de CO2. Ses moyens seront l'efficience énergétique, l'efficacité énergétique, la capture et séquestration de carbone (CCS, que Masdar Carbone teste déjà à Abou Dabi, comme elle teste aussi le transport du carbone par oléoduc pour réinjection dans les puits de pétrole et de gaz, avec l'industrie lourde dont avec Abu Dhabi Company for Onshore Oil Operation (ADCO)) .Masdar City une ville durable.

### Masdar Capitalisme
C'est l'instrument financier du projet, organisé en deux fonds, l'un étant fermé, et l'autre ouvert à des partenaires internationaux, avec des participations par exemple de la Deutsche Bank AG, du Crédit suisse, de la Japan bank for international cooperation, de Japan oil development Co ou encore de Siemens and GE. 
Masdar Capital rassemble les capitaux et les participations concernant les technologies urbaines écologiques et énergétiques du futur (dessalinisation et gestion économique de l’eau, gestion écologique des déchets,  matériaux avancés, production, transport et stockage des énergies renouvelables, Smart grids), services énergétiques et services écologiques.

### Masdar Institute
Son projet et programme de recherche ciblent l'ingénierie et la gestion des systèmes complexes. 
Il a été constitué avec le Massachusetts Institute of Technology (MIT), pour 600 à 800 étudiants en Master et Doctorat (PhD) formés par environ 200 enseignants ,. 
Les six premiers bâtiments construits dans le désert, cœur et base intellectuelle de la future ville ont été ceux du Masdar Institute, et ont été les premiers réalisés ; ils abritent des lieux de vie (logements pour étudiants et professeurs, restaurants, commerces) ainsi que des lieux d'enseignement et de recherche (laboratoires, bibliothèque, salles de cours). En 2013, les 5 entités sont lancées, mais ont été ralenties par la crise de 2008.
Le quartier général de Siemens-Moyen-Orient y est prévu .

## Réactions

### Enthousiasme pour la "ville laboratoire" du futur
À l'occasion d'un sommet sur les énergies nouvelles et renouvelables qui se tenait à Abou Dabi fin janvier 2008, le Sultan Ahmed Al Jaber, directeur général du projet, a pu présenter la maquette de Masdar City, conçue par le cabinet d’architectes Foster and Partners. Il a exprimé la volonté que cette ville devienne une vitrine des énergies propres.
Le WWF a exprimé son soutien au projet.

### Prévoir l'après-pétrole
À l'instar d'autres grandes puissances pétrolières, Abou Dabi essaye de réduire sa dépendance au pétrole et au gaz, car ses réserves seront épuisées d'ici environ 150 ans .

### Une hypocrisie mal dissimulée?
Certains sceptiques pensent que la ville ne sera rien de plus qu'un symbole pour Abou Dabi et qu'il ne s'agit finalement que du développement de quartiers luxueux pour les privilégiés. Nicolai Ouroussoff (en) considère Masdar comme la résidence fermée ultime, « la cristallisation d'un phénomène global de plus : la division grandissante du monde en enclaves de technologie et de ghettos informes où des questions comme la durabilité n'ont que peu de pertinence ».

### Vidéographie
- Sacha Bollet et Benoît Demarle, (2013) Masdar, une cité verte au pays de l’or noir ; France 5, documentaire diffusé le 15 juillet 2013